# Région de Žilina
La région de Žilina (en slovaque : Žilinský kraj) est une région administrative et, depuis le 19 décembre 2001, une collectivité territoriale de Slovaquie, située dans le nord du pays, le long de la rivière Váh. Jusqu'en 1990, elle faisait partie de la région de Slovaquie centrale.

## Démographie

### Évolution de la population
| Année:               | 1994.   | 2004.   | 2014.   | 2024.   |
| -------------------- | ------- | ------- | ------- | ------- |
| Nombre de personnes: | 682 983 | 694 129 | 690 449 | 686 063 |
| Différence:          |         | +1,63 % | -0,53 % | -0,63 % |

| Année:               | 2023.   | 2024.   |
| -------------------- | ------- | ------- |
| Nombre de personnes: | 687 174 | 686 063 |
| Différence:          |         | -0,16 % |

## Subdivisions

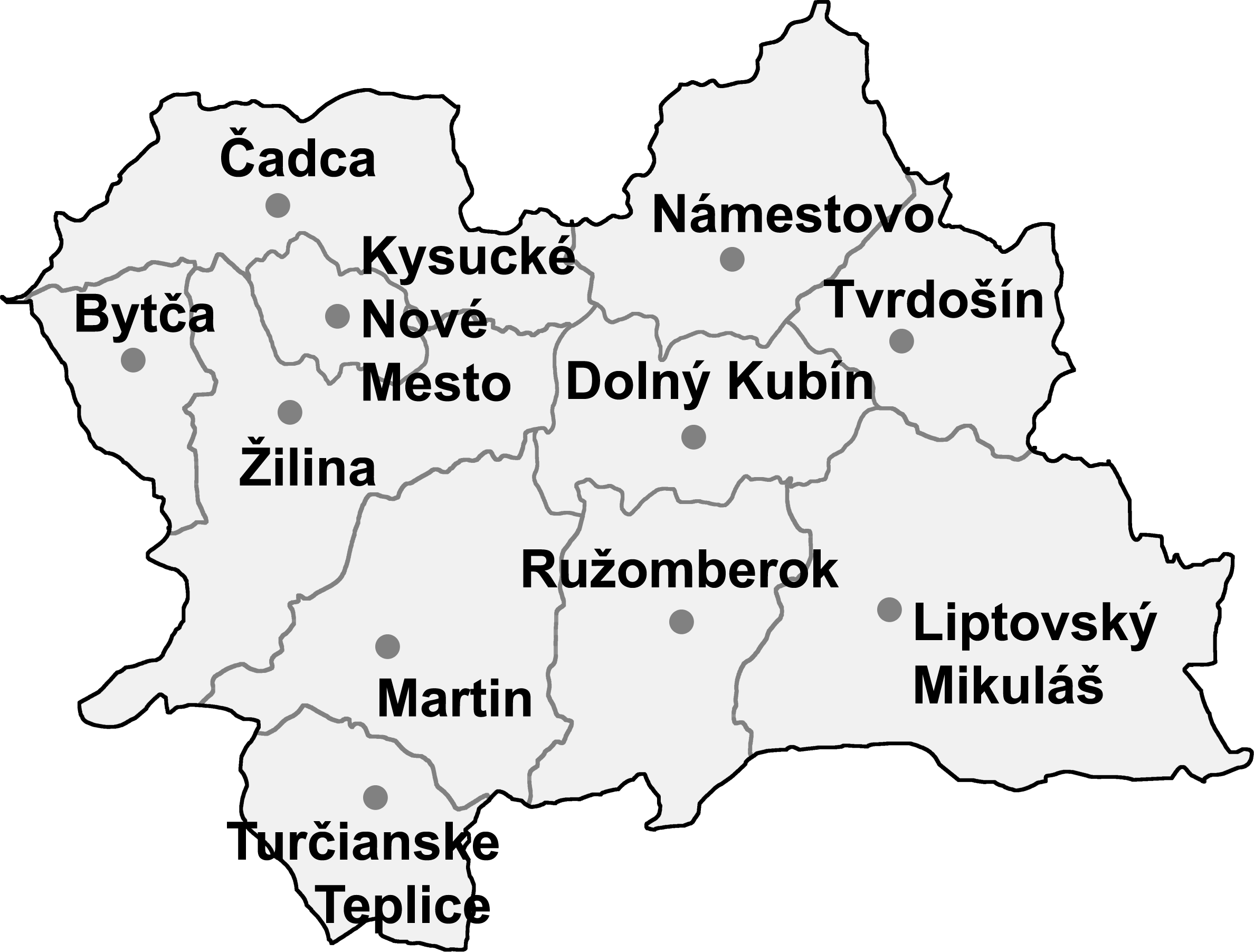

Elle est subdivisée en onze districts :
- District de Bytča
- District de Čadca
- District de Dolný Kubín
- District de Námestovo
- District de Kysucké Nové Mesto
- District de Liptovský Mikuláš
- District de Martin
- District de Ružomberok
- District de Turčianske Teplice
- District de Tvrdošín
- District de Žilina

### Villes
| - Bytča - Čadca - Dolný Kubín - Krásno nad Kysucou - Kysucké Nové Mesto - Liptovský Hrádok | - Liptovský Mikuláš - Martin - Námestovo - Rajec - Rajecké Teplice - Ružomberok | - Trstená - Turčianske Teplice - Turzovka - Tvrdošín - Vrútky - Žilina |

## Présidents de la Région
- 2001–2005 : Jozef Tarčák (sk) (HZDS)
- 2005–2017 : Juraj Blanár (ANO, HZD, SNS, SMER)
- 2017–2022 : Erika Jurinová (sk) (OĽANO, SaS, KDH, OKS, NOVA)